# Altra (Nordland)
Altra est une île de la commune de Alstahaug , en mer de Norvège dans le comté de Nordland en Norvège.

## Description
L'île de 0,24 km2 se situe à l'embouchure du Vefsnfjord, entre la grande île d'Alsten et la petite île de Tenna (dans la municipalité de Herøy). L'île plate est plutôt inhabituelle dans la région car elle mesure environ 12 kilomètres de long et au plus environ 2 kilomètres de large à l'extrémité nord. La majeure partie de l'île est très étroite et, à certains endroits, elle ne mesure qu'environ 60 mètres de large.
Il y a quelques petits villages sur l'île : Austbø au nord, Korsvegen et Blomsøya au milieu, et Hestøya au sud. L'île dispose d'une liaison régulière par ferry vers les îles voisines d'Alsten et de Sør-Herøy (en). 